# Doug Brochu
Doug Brochu (n. 29 septembrie 1990) este un actor american.

## Filmografie
- Doug Brochu la Internet Movie Database

| An           | Titlu                                  | Rol         | Note          |
| ------------ | -------------------------------------- | ----------- | ------------- |
| 2007         | Zoey 101                               | Blatzberg   |               |
| 2008         | Disney Channel's Totally New Year 2008 | El          |               |
| 2007-2008    | iCarly                                 | Duke        |               |
| 2007         | iCarly                                 | Wrestler #1 |               |
| 2009         | Înlocuitorii                           | Terrance    |               |
| 2009-prezent | Sonny și steluța ei norocoasă          | Grady       | Rol principal |
| 2011         | Disney Friends For Change Games 2011   | El          |               |